# Отмъщението (филм, 2001)
Вижте пояснителната страница за други значения на Отмъщението.
Отмъщението (на португалски: Abril Despedaçado) е бразилско-френско-швейцарски филм от 2001 г.
Филмът е режисиран от Валтер Салес, а оператор е Валтер Карвальо.